# 금호HT
주식회사 금호HT(Kumho HT)는 대한민국의 자동차 부품 기업이다.

## 사업
인도 내 확대 증산될 전기차 부품 수요를 대비하기 위해 인도 법인 설립을 완료했으며전기차 전동화 배터리 부품인 BMA를 국내 배터리 모듈 업체에 공급한다

## 주해
1. ↑  공모가 10,000원에 상장